# Ixos
Ixos é um género de ave passeriformes da família Pycnonotidae.

## Espécies
Este género contém as seguintes espécies:
- Ixos leucogrammicus
- Ixos mcclellandii
- Ixos malaccensis
- Ixos virescens
- Ixos sumatranus